# Wet tarieven gezondheidszorg
De Wtg, Wet tarieven gezondheidszorg, was tot 1 oktober 2006 in Nederland de wet die toezag op het ontstaan van de juiste kostprijzen van medische en zorghandelingen. Het Ctg (college tarieven gezondheidszorg) zag toe op een goede uitvoering en uitwerking van de wet. De gelijktijdig door staatssecretaris Jo Hendriks ingevoerde Wet voorzieningen gezondheidszorg, was al 10 jaar eerder ingetrokken.
Sinds 1 oktober 2006 is de Wet marktordening gezondheidszorg actief. De NZa (Nederlandse zorgautoriteit) ziet toe op de juiste uitvoering en uitwerking van de nieuwe wet. 